# Guardians - Il risveglio dei guardiani
Guardians - Il risveglio dei guardiani (in russo Защитники?, Zaščitniki, Zaschitniki oppure Zashchitniki), noto anche con il titolo internazionale Guardians, è un film del 2017 diretto da Sarik Andreasyan. È una pellicola fantascientifica d'azione del filone dei supereroi.
Il film è stato un flop al botteghino ed è stato stroncato dalla critica, venendo definito uno dei peggiori film mai realizzati.

## Trama
Durante la Guerra Fredda l'Unione Sovietica diede vita al progetto "Patriot" per la creazione di un gruppo di supereroi allo scopo di difendere la patria da minacce soprannaturali. Il progetto, guidato dallo scienziato August Kuratov, venne abbandonato dopo pochi successi e molti fallimenti.
2016. Durante la presentazione di nuovi robot dell'esercito russo, le macchine si rivoltano contro i militari uccidendoli. Al ministero della difesa, Nikolaj Dolgov rivela che i robot sono stati presi da August Kuratov, che è riuscito a creare "Modulo 1", un oggetto in grado di controllare tutti gli oggetti elettronici nelle vicinanze dell'utilizzatore. Dolgov riattiva il progetto "Patriot" e ne affida la guida al Maggiore Elena Larina, che inizia subito la ricerca dei supereroi superstiti. Larina riesce a trovare Ler, un uomo in grado di controllare la pietra; Khan, in grado di muoversi veloce come il vento; Arsus, che può trasformarsi parzialmente o totalmente in un orso, e Kseniya, capace di diventare invisibile al contatto con l'acqua e di regolare la propria temperatura corporea, diventando immune al caldo e al freddo, la quale, tuttavia, non riesce a ricordare nulla del suo passato.
I quattro accettano di riformare la squadra e si dirigono verso la struttura dove lavora Kuratov, ma vengono sovrastati dalle forze nemiche; Kseniya, Khan e Arsus vengono catturati dagli uomini di Kuratov, mentre lo scienziato rompe la schiena a Ler, il quale viene recuperato dal Patriot e viene rimesso in forze da Viktor Dobronravov, vecchio collega di Kuratov.
Dopo aver proposto a Kseniya, Khan e Arsus di unirsi a lui, Kuratov prende possesso di Mosca e ruba la torre di Ostankino, per usarla come amplificatore. Durante la presa della torre, Dolgov, ingaggiato da Kuratov per riunire i guardiani in modo che questi potesse imprigionarli, chiede allo scienziato di mantenere la promessa di non attaccare la Russia; Kuratov rompe il patto e uccide Dolgov.
Aiutate da Dobronravov, le truppe del Patriot scoprono dove sono tenuti i tre guardiani catturati e li liberano. Al quartier generale, i quattro vengono dotati di nuove tute e armamenti, in grado di amplificare i loro poteri e aiutarli in combattimento. L'intelligence scopre che Kuratov è riuscito a completare "Modulo 2" che, grazie all'amplificazione fornitagli dalla torre di Ostankino, gli garantirebbe il controllo su ogni dispositivo elettronico della Terra. Il nuovo piano dei guardiani è disintegrare il campo di forza che circonda la torre di Ostankino, in modo che l'esercito russo possa distruggerla prima che Kuratov riesca ad attivare Martello, un vecchio satellite russo d'attacco creato durante la Guerra Fredda.
I quattro supereroi riescono a entrare nella torre e, arrivati al generatore del campo di forza, Kseniya riesce a mandarlo in cortocircuito rischiando la vita. Distrutto il campo di forza, salgono in cima alla torre dove affrontano Kuratov che, però, tiene loro testa. Khan riesce a portare in salvo gli altri, poco prima che vengano lanciati dei missili verso la torre. Kuratov, grazie a "Modulo 1", riesce a deviarli e mantenere la struttura intatta.
Il Maggiore Larina raggiunge i guardiani e li informa sulle scoperte fatte da Dobronravov mentre curava Ler: il potere di ciascuno dei guardiani può essere condiviso con gli altri, permettendo una decuplicazione del potere totale; ciò, però, potrebbe essere fatale per gli eroi. Unite le forze, i quattro scagliano una potente sfera energetica verso la torre, rompendo i cavi che la tenevano sollevata e facendola precipitare al suolo, uccidendo Kuratov.
Su un ponte di Mosca, Elena Larina informa i guardiani che il loro lavoro è stato eccellente e li libera dalle loro mansioni, informandoli che verranno contattati in caso di bisogno, e rivela loro di aver trovato altri guardiani.

## Promozione
Il primo trailer è stato pubblicato il 30 marzo 2015.

## Distribuzione
È stato distribuito in Russia dal 23 febbraio 2017. In Italia è stato trasmesso in prima TV su Italia 1 il 27 ottobre 2017.